# Olta Xhaçka
Olta Xhaçka (Tirana, 25 dicembre 1979) è una politica e attivista albanese, membro del parlamento e Ministro per l'Europa e gli affari esteri dal 18 settembre 2021 al 9 settembre 2023.

## Biografia
Nata a Tirana, capitale dell'Albania, ha proseguito gli studi universitari presso l'Università di Clark a Worcester, nel Massachusetts, dove ha ottenuto un bachelor con lode in scienze politiche e relazioni internazionali e un master in pubblica amministrazione.

### Carriera politica
Nel 2009 è stata eletta con il Partito Socialista d'Albania (PSSH) a membro del parlamento per la prefettura di Coriza, venendo poi rieletta nel 2013.
Particolarmente attiva nell'ambito della protezione dei diritti umani e del raggiungimento della parità di genere, è stata presidente della sottocommissione per affari minori, uguaglianza di genere e violenza domestica. Inoltre è stata membro della commissione parlamentare sul lavoro, problematiche sociali e salute e della commissione parlamentare sugli affari internazionali.
Nel marzo 2017 è stata nominata Ministro delle politiche sociali e della gioventù, carica che ricoprì per pochi mesi fino alla sua rielezione in parlamento per la prefettura di Tirana e fino alla nomina a Ministro della difesa.

## Vita privata
È sposata con Artan Gaçi da cui ha avuto una figlia, Hana.